# Listă de filme canadiene din 2004
Aceasta este o listă de filme canadiene din 2004:

## Lista
| Titlu                                   | Regizor                          | Actori                                                   | Gen                   | Note                                                   |
| --------------------------------------- | -------------------------------- | -------------------------------------------------------- | --------------------- | ------------------------------------------------------ |
| Being Julia                             | István Szabó                     | Annette Bening, Jeremy Irons                             | Drama                 |                                                        |
| Care Bears: Journey to Joke-a-lot       | Mike Fallows                     |                                                          | Animation             |                                                        |
| Childstar                               | Mark Rendall, Don McKellar       | Don McKellar                                             | Comedie               |                                                        |
| Clean                                   | Olivier Assayas                  | Maggie Cheung, Nick Nolte                                | Drama                 | 2 wins (Cannes) & 3 nominations                        |
| Cube Zero                               | Ernie Barbarash                  |                                                          | Sci-fi, Horror        | Prequel to original Cube                               |
| Decoys                                  | Matthew Hastings                 | Nicole Eggert, Kim Poirier                               | Horror                |                                                        |
| Elles étaient cinq                      | Ghyslaine Côté                   |                                                          | Drama                 |                                                        |
| The Final Cut                           | Omar Naim                        | Robin Williams, Mira Sorvino, James Caviezel             | Sci-fi, Thriller      | Canadian/German co-production                          |
| Geraldine's Fortune                     | John N. Smith                    | Jane Curtin                                              | Comedie, Drama        | Based on a play by Michel Tremblay                     |
| Ginger Snaps 2: Unleashed               | Brett Sullivan                   | Emily Perkins                                            | Horror                |                                                        |
| Ginger Snaps Back                       | Grant Harvey                     | Katharine Isabelle, Emily Perkins                        | Horror                |                                                        |
| Godsend                                 | Nick Hamm                        | Greg Kinnear, Rebecca Romijn, Robert De Niro             | Horror, Drama         | Canadian-American co-production                        |
| Going the Distance                      | Mark Griffiths                   | Christopher Jacot                                        | Teen, Comedie         |                                                        |
| Graveyard Alive: A Zombie Nurse in Love | Elza Kephart (II)                | Anne Day-Jones, Samantha Slan                            | zombie horror/comedy] | Slamdance 2004 Award                                   |
| Hardwood                                | Hubert Davis                     | Mel Davis (Harlem Globetrotters)                         | film documentar       | Academy Award for Documentary Short Subject nomination |
| Heart of America                        | Uwe Boll                         | Jürgen Prochnow                                          | Drama                 | Canadian/German co-production                          |
| I, Curmudgeon                           | Alan Zweig                       | Alan Zweig, Harvey Pekar, Fran Lebowitz                  | film documentar       | Silver Hugo, Chicago International Film Festival       |
| It's All Gone Pete Tong                 | Michael Dowse                    | Paul Kaye                                                | Mockumentary          | Canadian Comedy Award Best Film/Actor                  |
| John and Michael                        | Shira Avni                       |                                                          | Animation             | Short documentary award, DOXA                          |
| Mémoires affectives                     | Francis Leclerc                  | Roy Dupuis                                               | Drama                 | 7 Genie and Jutra awards                               |
| The Raspberry Reich                     | Bruce LaBruce                    |                                                          | Comedie               | Canadian/German co-production                          |
| Ryan                                    | Chris Landreth                   | Ryan Larkin                                              | Animated documentary  | Academy Award for Animated Short Film                  |
| Shake Hands With the Devil              | Peter Raymont                    | Roméo Dallaire                                           | Documentary           | Also a 2007 dramatic feature                           |
| A Silent Love                           | Federico Hidalgo                 | Vanessa Bauche, Susanna Salaza                           | Dramedy               | Premiered at the Sundance Film Festival                |
| Touch of Pink                           | Ian Iqbal Rashid                 | Jimi Mistry, Kyle MacLachlan                             | Romantic comedy       | Canadian/British co-production                         |
| Les Triplettes de Belleville            | Sylvain Chomet                   |                                                          | Animation             |                                                        |
| Two Worlds Colliding                    | Tasha Hubbard                    |                                                          | film documentar       | Winner of Canada Award                                 |
| What Remains of Us                      | Hugo Latulippe, François Prévost | Kalsang Dolma, Dalai Lama                                | film documentar       | Original French title: Ce qu'il reste de nous          |
| Wilby Wonderful                         | Daniel MacIvor                   | Sandra Oh, Paul Gross, Callum Keith Rennie, James Allodi | Drama                 |                                                        |
| The Young Astronomer                    | Thom Fitzgerald                  |                                                          |                       |                                                        |
| Zeyda and the Hitman                    | Melanie Mayron                   | Danny Aiello                                             | Comedie               |                                                        |